# Peor Impossible
Peor Impossible fue un grupo de música pop español encuadrado en el movimiento denominado Movida madrileña del que formaba parte Rossy de Palma, que posteriormente desarrollaría una carrera como actriz y modelo.

## Trayectoria
El grupo nace en el verano de 1984 con el lanzamiento de la canción "Susurrando", incluida en el miniálbum del mismo nombre que fue editado por una discográfica independiente. Tras actuar en la presentación de la revista La Luna, consiguen el patrocinio de la Comunidad de Madrid para realizar una gira por Italia junto a Gabinete Caligari y La Frontera.
Su propuesta se caracterizó por una estética provocativa y directos que mezclaban música, teatro, performance y danza.
Su siguiente proyecto se tituló Passion, bajo el sello discográfico Ariola y se editó en 1985. El trabajo contó con el soporte gráfico de la fotógrafa Ouka Lele. Este trabajo no tuvo gran difusión comercial.
La banda se disolvió en 1989 y algunos de sus componentes continuaron juntos en el grupo Diabéticas Aceleradas. En 2005 se publicó en Subterfuge el disco homenaje Mejor que Peor... Impossible.

## Discografía

### Álbumes de estudio
- Susurrando (1984).
- Passion (1985).

### Sencillos y EP
- "Peligro" (1984).
- "S.I.D.A." (1985).
- "Macario Marlowe" (1985).
- "Keops" (1988).